# Нівкі (Стшелецький повіт)
Нівкі (пол. Niwki, нім. Niewke) — село в Польщі, у гміні Стшельці-Опольські Стшелецького повіту Опольського воєводства.
Населення — 115 осіб (2011).
У 1975-1998 роках село належало до Опольського воєводства.

## Демографія
Демографічна структура станом на 31 березня 2011 року:
|          | Загалом | Допрацездатний вік | Працездатний вік | Постпрацездатний вік |
| -------- | ------- | ------------------ | ---------------- | -------------------- |
| Чоловіки | 61      | 7                  | 48               | 6                    |
| Жінки    | 54      | 2                  | 39               | 13                   |
| Разом    | 115     | 9                  | 87               | 19                   |